# 箕島 (長崎県)
箕島（みしま）は、長崎県大村市の大村湾にある無人島である。現在、島のほぼ全土が長崎空港となっている。長崎空港開港以来、本土とは箕島大橋で結ばれている。

## 歴史

### 長崎空港造成前
「大村史話」によると、最初に来島したのは三浦村日泊郷の山口家で、1600年代には移住者も増加していったという。
江戸時代に編纂された「大村郷村記」によると、新城浦（現在の大村港周辺）より貮拾三町（約2.5キロメートル）の所に位置し、当時の島の長さは東西に四町（約436メートル）、南北に貮拾町（約2.2キロメートル）、広さが九拾六町（約95万平方メートル）ほどで、山の面積は四段七畝（約4,660平方メートル）、林の面積は三畝（約694平方メートル）であり、人家は15軒で島の東部及び南部の三か所に点在し、かつては弁財天の社があったという。
長崎空港造成直前の地点では、面積約90万平方メートル、周囲7キロメートルの小島で、大村市立大村小学校の分校や市杵島神社などがあり、13世帯66人が暮らしていた。霜が降りない温暖な気候から、蜜柑や大根などの農産物に恵まれた島であった。箕島で取れた大根は「箕島大根」と呼ばれ、戦前には樽詰めで中国大陸にも輸出されていた。

### 長崎空港造成とその後

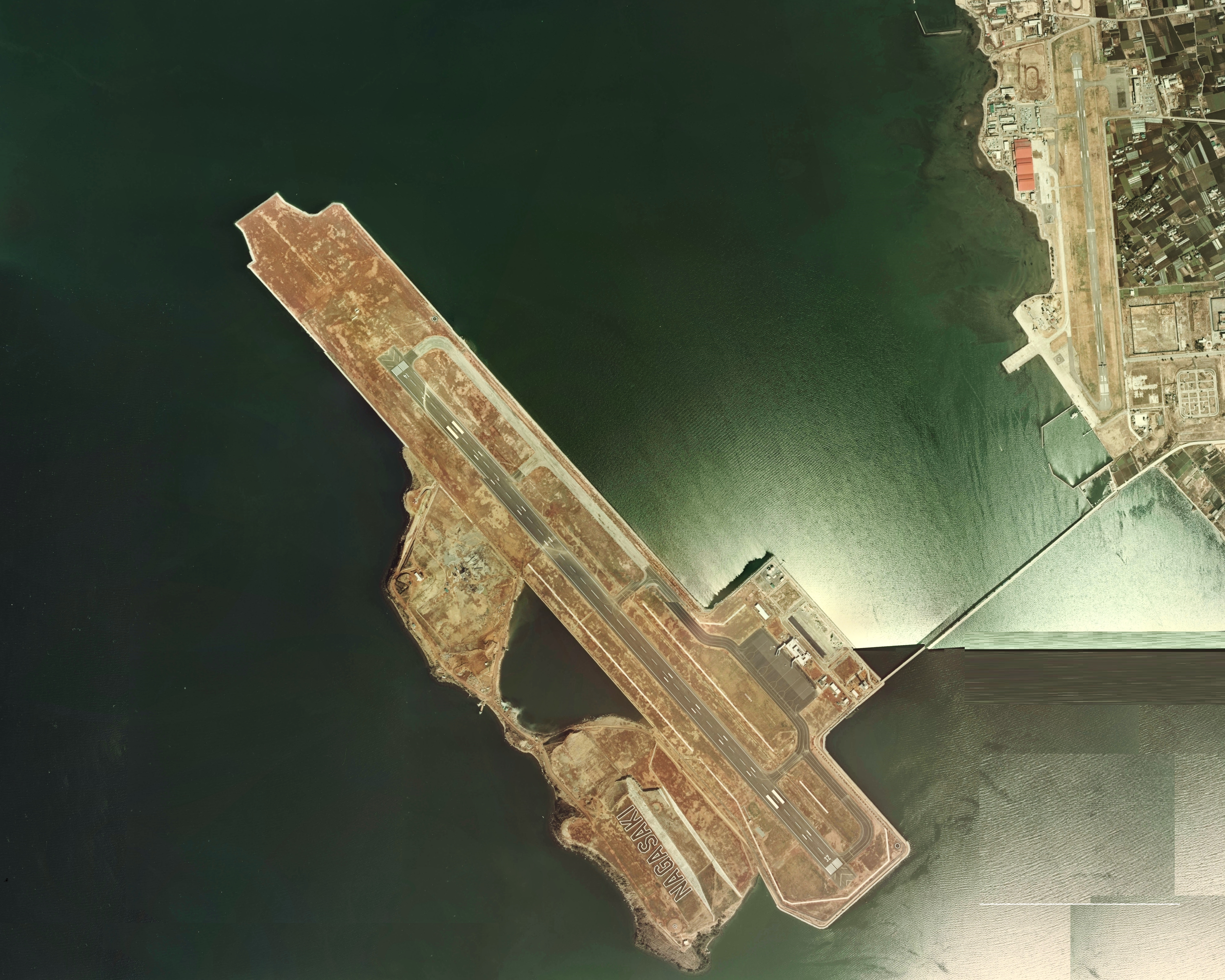
長崎空港開港前年（1974年）工事中の長崎空港の空中写真。

昭和40年代に入り、航空機の大型化・ジェット化が進み、より長い滑走路の必要性が高まったが、当時長崎県の空の玄関口であった大村空港の滑走路は全長1,200メートルであった。そこで長崎県は既存空港の拡張を検討したが、空港周辺の山岳が計器着陸に障害を与える恐れがあることから断念し、代替案として大村湾内の埋立についても検討が行われた。その結果、航空機の運航に障害を与えないように箕島を45メートル以下に削り、この土砂で島の東側に埋立地を造成し、滑走路を含む空港施設を建設するという結論に至った。こうして1969年、箕島は空港建設の候補地に選ばれ、用地買収の話が上がった。すると、島民は猛反発し、島外の人をも巻き込んだ反対運動にまで発展した。そこで当時長崎県知事であった久保勘一らによって3年に渡って説得が行なわれた結果、島民の全員が島外に転出し、1971年10月、運輸大臣の認可を経て、翌1972年1月22日に着工した。島内にあった市杵島神社は1972年10月24日に遷座祭を行い、大村市にある富松神社に合祀された。約3年の期間と180億円の建設費を投じて、用地は1974年9月、橋梁は同年11月に完成し、世界初の海上空港「長崎空港」として翌1975年5月1日に供用を開始した。
空港の隣接地は「大村臨海工業用地」として長年未利用地となっていたが、そのうちの34万平方メートルがガス会社のチョープロと太陽光パネルメーカーのソーラーフロンティアが合弁で設立した「長崎ソーラーエナジー」によってメガソーラー「SOL de 大村 箕島」が建設され、2016年8月2日に運転を開始した。
島内には法界萬霊碑が建てられており、長崎空港開港日である5月1日には毎年、先祖を供養するための慰霊祭が行われている。

## 施設
- 長崎空港
  - 空港保安防災教育訓練センター
- SOL de 大村 箕島

### かつて存在した施設
- 大村市立大村小学校箕島分校
- 市杵島神社